# Руфин (епископ Византийский)
Епископ Руфин (греч. Ρουφίν, ум. 293) — епископ Византийский, занимавший пост на протяжении девяти лет
(287—293 гг.) после правления Епископа Дометия.
Предшественником Епископа Руфина был Епископ Дометий, а преемником Руфина был Епископ Проб. Епископ Руфин был сыном его предшественника, Дометия.
Также Епископ Руфин являлся родным братом Митрофана, а преемником Епископа Руфина был родной брат его отца — Епископ Проб.
Епископ Руфин был рукоположен в сан своим отцом Дометием в 284 году как 5-й Епископ Византия.

Руфин занимал кафедру на протяжении девяти лет после чего рукоположил в сан епископа Византийского, 6-го Епископа Византия, брата своего отца — Проба.